# Vancouver Island Air
Vancouver Island Air — канадська авіакомпанія зі штаб-квартирою на острові Ванкувер, виконує регулярні і чартерні перевезення місцевого значення на гідролітаках.
Базовим аеропортом перевізника є Аеропорт Кемпбелл-Рівер.

## Історія
Авіакомпанія Vancouver Island Air була заснована в 1985 році бізнесменом Ларрі Ленгфордом. Спочатку перевізник виконував регулярні та чартерні пасажирські рейси на одному гідролітаку з населеного пункту Кемпбелл-Рівер в аеропорти місцевого значення провінції Британська Колумбія. Згодом флот авіакомпанії зріс до семи повітряних суден.

## Маршрутна мережа
У березні 2009 року маршрутна мережа авіакомпанії Vancouver Island Air включала в себе наступні пункти призначення:
- Кемпбелл-Рівер — Аеропорт Кемпбелл-Рівер
- Аеродром Блін-Чаннел-Уотер
- Баріел-Ків
- Еко-Бей
- Фейрвелл-Харбор
- Глендейл-Ків
- Грінуей-Саунд
- Кінгкам-Інлет
- Лагун-Ків
- П'єріс-Бей
- Порт-Невілл
- Саллівн-Бей

## Флот
Станом на 30 березня 2009 року флот авіакомпанії Vancouver Island Air становили такі повітряні суду::
- 3 de Havilland Canada DHC-2 Beaver
- 1 de Havilland Canada DHCT-3 Turbo Otter
- 3 Beech 18